# Repubblica di Mirdita
La Repubblica di Mirdita (Republika e Mirditës) fu una repubblica non riconosciuta di breve durata dichiarata nel nord dell'Albania dal capo politico Marka Gjoni e dai suoi seguaci. Durò dal 17 luglio e il 20 novembre 1921. Gjoni guidò in una ribellione la sua tribù cattolica romana di Mirdita contro la reggenza e il parlamento albanese istituiti dopo la prima guerra mondiale. Il Regno dei Serbi, Croati e Sloveni (in seguito Jugoslavia) e il suo re appena insediato Alessandro I sostennero Gjoni sulla base dell'interesse di avere un'altra regione separatista all'interno dell'Albania, indebolendo lo stato albanese appena nato e acuendo l'antagonismo religioso.
Gjoni proclamò a Prizren la fondazione di una Repubblica indipendente di Mirdita e ne fu l'unico presidente. Le truppe del governo albanese combatterono contro la nuova entità e riuscirono infine a smembrarla. Il governo della repubblica fu estromesso dal governo albanese, e i suoi principali leader non furono perseguitati. Gjoni fuggì in Jugoslavia, ma tornò in seguito in Albania, rimanendo attivo nella vita politica degli altipiani fino alla sua morte nel 1925.

## Storia

### Antefatti
La regione di Mirdita era tradizionalmente nota per la resistenza cattolica contro i musulmani ottomani al potere. Questa resistenza poggia le sue radici nel XV secolo, quando i mirditi sotto la guida di Giorgio Castriota Scanderbeg combatterono gli eserciti ottomani. Inoltre, si pensa, che i mirditi fossero i fratelli diretti della tribù dukagjini, un elemento che rivela la direzione di entrambe le regioni da parte di un antenato comune. I mirditi riuscirono a unire le aree di Kurbin, Lezhë, Dukagjin, Pukë, Scutari e Malësia al fine di preservare la loro cultura e religione e per ottenere l'autonomia dall'Impero ottomano.

### Proclamazione e tentativo istitutivo della Repubblica di Mirdita
Nel 1919, Prênk Bibë Doda, un capo senza figli (kapedan) della tribù cattolica di Mirdita fu assassinato nel 1919 nei pressi delle paludi di Lezha e non lasciò alcun chiaro successore. Marka Gjoni, un parente, divenne un pretendente e successore per la posizione di capo; tuttavia molti dei capi di Mirdita si rifiutarono di riconoscerlo, per mancanza di popolarità tra la tribù a causa della codardia mostrata durante la prima guerra mondiale. Marka Gjoni permise alle autorità jugoslave di dichiarare a suo nome l'indipendenza della repubblica di Mirdita (luglio 1921) a Prizren, in Jugoslavia. Gjoni ricevette il sostegno jugoslavo, armi, denaro, e per la sua impresa mise al suo servizio l'esercito russo bianco di Wrangel. La ragione dell'indipendenza era legata all'idea che il governo albanese o i "turchi" avrebbero bandito il cattolicesimo. Gli eventi nella repubblica di Mirdita coincisero con i negoziati internazionali sulla finalizzazione del confine albanese-jugoslavo che erano in corso nel novembre 1921. Gjoni esortò le autorità jugoslave a prendere provvedimenti per garantire il riconoscimento della repubblica di Mirdita, mentre gli jugoslavi speravano che la ribellione nel nord dell'Albania fosse legata alle loro rivendicazioni territoriali nella regione. La Grecia riconobbe la repubblica di Mirdita. Alla Società delle Nazioni, il governo jugoslavo accusò il governo albanese di essere uno strumento delle élite fondiarie musulmane. L'Albania negò e rispose che rappresentava il popolo albanese di tutte le religioni. Il governo jugoslavo contestò che il governo albanese di Tirana rappresentasse tutti gli albanesi, in ragione dell'esistenza della repubblica di Mirdita che metteva in dubbio la statualità dell'Albania, e quindi la sua appartenenza alla Società delle Nazioni. La delegazione jugoslava sostenne che c'erano due governi e che non c'era un'unità del popolo.
La Gran Bretagna, che riconobbe il governo albanese nel novembre 1921, respinse la posizione della Jugoslavia inviando attraverso il suo primo ministro Lloyd George molteplici e infuocate proteste diplomatiche a Belgrado, chiedendone il ritiro dalle zone contese. L'intervento della Gran Bretagna fu significativo poiché in seguito il sostegno jugoslavo a Gjoni cessò. Il governo britannico consigliò alla Società delle Nazioni di agire contro la Jugoslavia sulla base dell'articolo 16 del Patto della Lega e anche la Conferenza degli ambasciatori suggerì le sanzioni. La Società delle Nazioni riconobbe i confini dell'Albania come quelli del 1913 con piccoli aggiustamenti territoriali a favore della Jugoslavia. Ahmet Zog fu inviato nella regione di Mirdita dal governo albanese con un contingente di truppe albanesi e forze irregolari che sconfissero il movimento secessionista il 20 novembre 1921. All'arrivo, Zog offrì termini indulgenti di non rappresaglia se la ribellione fosse cessata, mentre Gjoni fuggì in Jugoslavia. I locali negoziarono con Zog un accordo con il governo centrale. Mirdita fu posto sotto assedio, Gjoni e i suoi seguaci furono dichiarati traditori dell'Albania e altri mirditi associati agli eventi furono puniti da un tribunale politico governativo. I precedenti accordi risalenti al periodo ottomano che davano alla Mirdita l'autonomia attraverso il governo indiretto furono aboliti. Dopo qualche tempo Marka Gjoni fu autorizzato a tornare in Albania e in Mirdita dove rimase attivo negli affari locali per alcuni anni prima della sua morte.

### Eredità storica
Gli ex territori della Repubblica di Mirdita si dimezzarono per dimensione e popolazione rispetto all'odierna regione di Mirdita. Il distretto di Mirditë fu creato in seguito. Altri quartieri limitrofi comprendono le parti annesse della "Vecchia Mirdita" (in albanese "Mirdita e Vjetër"), conosciuta solo dalla gente del posto.

## Governo
- Presidente: Marka Gjoni
- Ministro degli affari esteri: Anton Ashiku
- Ministro della guerra: Prenk Lleshi
- Ministro degli interni: Zef Ndoci